# Sierra Elsa
Sierra Elsa es una localidad del municipio de Cartes (Cantabria, España). Es un pueblo situado a 170 metros de altitud sobre el nivel del mar. Tiene una población de 69 habitantes (2008, INE). Está a 2 kilómetros de la capital municipal. Celebra la festividad de San Lorenzo mártir (10 de agosto).
En la Edad Media, cuando Mercadal pertenecía a la abadía de Santillana del Mar, Sierra Elsa y Cohicillos, sin embargo, dependían de la Casa de la Vega. Esta aldea de Sierra Elsa no se incluyó en el primer ayuntamiento constitucional de Cartes, formado durante el Trienio Liberal (1821-1823), sino que era una aldea o barrio de Mercadal, entonces perteneciente al ayuntamiento de Reocín. No fue hasta el año 1892 que los concejos de Mercadal y Sierra Elsa se unieron al municipio de Cartes.
Su iglesia es del siglo XVIII, reformada en el siglo XX.
- Datos: Q6127591

Personajes Ilustres